# Athyroglossa
Athyroglossa is een vliegengeslacht uit de familie van de oevervliegen (Ephydridae).

## Soorten
- A. cressoni Wirth, 1980
- A. dinorata Mathis and Zatwarnicki, 1990
- A. flaviventris (Meigen, 1830)
- A. glabra (Meigen, 1830)
- A. glaphyropus Loew, 1878
- A. granulosa (Cresson, 1922)
- A. laevis (Cresson, 1918)
- A. melanderi (Cresson, 1922)
- A. nudiuscula Loew, 1860
- A. ordinata Becker, 1896
- A. transversa Sturtevant and Wheeler, 1954